# Karbaryl
Karbaryl (metylokarbaminian 1-naftylu) – organiczny związek chemiczny z grupy karbaminianów stosowany głównie jako insektycyd. Handlowo dostępny pod nazwą Sevin, jako produkt firmy Bayer. Odkryty i wprowadzony na rynek przez firmę Union Carbide w roku 1958. Pod koniec XX w. pozostawał trzecim najczęściej stosowanym insektycydem w ogrodach, uprawach rolnych i lasach.
Karbaryl jest inhibitorem cholinoesterazy i może być toksyczny dla ludzi, nie są jednak znane doniesienia o zatruciach śmiertelnych. Po spożyciu jest szybko metabolizowany i wydalany z moczem. Sklasyfikowany przez EPA jako prawdopodobny karcynogen dla ludzi. Nie jest związkiem selektywnym i niszczy także pożyteczne owady, w tym pszczoły.
W roku 1984 w instalacji do produkcji karbarylu w Bhopalu (Indie) doszło do uwolnienia do atmosfery znacznych ilości silnie toksycznego izocyjanianu metylu, prowadząc do jednej z najtragiczniejszych katastrof chemicznych w dziejach ludzkości.